# Partido di Tordillo
Il partido di Tordillo è un dipartimento (partido) dell'Argentina facente parte della provincia di Buenos Aires. Il capoluogo è General Conesa.